# Calamotropha melli
Calamotropha melli là một loài bướm đêm trong họ Crambidae.